# The Pop Hits
The Pop Hitsè una raccolta dei Roxette con 15 brani, pubblicata nel 2003, e seconda parte, dopo The Ballad Hits (2002).
The Pop Hits ha due inediti, Opportunity Nox, unico singolo estratto dall'album, e Little Miss Sorrow.

## Tracce

### Disco 1 (Versione Standard)
1. Opportunity Nox - 2:59
2. The Look - 3:58
3. Dressed For Success (US Single Mix) - 4:12
4. Dangerous (G.M. Remaster '03) - 3:50
5. Joyride (Single Version) - 4:01
6. The Big L. - 4:30
7. Church Of Your Heart (G.M. Remaster '03) - 3:23
8. How Do You Do! - 3:12
9. Sleeping In My Car (Single Version) - 3:33
10. Run To You (G.M. Remaster '03) - 3:39
11. June Afternoon - 4:13
12. Stars (G.M. Remaster '03) - 3:57
13. The Centre Of The Heart (G.M. Remaster '03) - 3:22
14. Real Sugar - 3:17
15. Little Miss Sorrow - 3:54

- Edizione Standard con un solo CD

### Disco 2 (Bonus EP)
1. Stupid - 3:25
2. Makin' Love To You - 3:52
3. Better Off On Her Own - 2:50
4. Bla Bla Bla Bla Bla (You Broke My Heart) - 4:36

- Edizione Limitata con un secondo CD